# Clarksburg (Massachusetts)
Pour les articles homonymes, voir Clarksburg.
Clarksburg est une ville du Comté de Berkshire dans l’État du Massachusetts.
Elle a été incorporée en 1798.
Sa population était de 1 657 habitants en 2020.